# 冬の狂風
『冬の狂風』（ふゆのきょうふう、The Winds of Winter）は、ジョージ・R・R・マーティン著のファンタジー小説シリーズである『氷と炎の歌』の第6部である。シリーズ開始当初は三部作の第3部として予定されていたタイトルであったが、2022年10月現在、4分の3を書き上げたことが語られているが、刊行日は未定である。本シリーズは7部で完結する予定である。
製作当時には未刊であった本書および第7部のあらすじにもとづいて、著者が製作総指揮を務めるHBOのドラマシリーズ『ゲーム・オブ・スローンズ』の第6、7、8シーズンが製作された。なお、第6シーズン全体の邦題および最終第10話もまた『冬の狂風』である。

## 章のサンプル
ヴィクタリオン・グレイジョイ、ティリオン・ラニスター、バリスタン・セルミー、アリアン・マーテル、シオン・グレイジョイ、アリア・スターク、サンサ・スタークを視点人物とする全10章のサンプルが既に公開されている(日本語訳はされていない)。

## ドラマ
おもに本作に基づいてドラマ『ゲーム・オブ・スローンズ』の第6シーズンが制作されたが、ストーリーラインの差異はさらに広がっており、次のような相違点がある。
- ドラマの第5シーズン終了の時点で、原作第5部終了時で生存している多くの登場人物がすでに死亡しているため、第6シーズンにも登場しない。
  - マンス・レイダー、スタニス・バラシオン、シリーン・バラシオン、セリース・バラシオン、ミアセラ、ジョジェン・リード、バリスタン・セルミー
- ドラマにはアリアの身代わりのジェイン・プールが登場しない。代わりに、原作ではアレイン・ストーンを名乗ってアリンの谷間にいるサンサがラムジーと結婚している。
- その他、ドラマには原作に登場する多くの登場人物が登場しない。
  - 視点人物であるアリアン・マーテル、ヴィクタリオン・グレイジョイ、ジョン・コニントン
  - その他の人物であるヴァル、エイゴン・ターガリエン

## 参照
1. ↑  Hibberd, James (2022年10月26日). “George R.R. Martin Says ‘The Winds of Winter’ Is Now Three-Quarters Finished” (英語). The Hollywood Reporter. 2022年12月3日閲覧。
2. ↑  スター・チャンネル特設ページ
3. ↑  “Excerpt from the Winds of Winter - George R.R. Martin”. georgerrmartin.com. May 12,2016閲覧。
4. ↑  Schwartz, Terry (2014年2月26日). “Winds of Winter: Read a new excerpt from George R.R. Martin's next Game of Thrones novel”. Zap2it.com. 2014年7月15日閲覧。
5. ↑  Kepler, Adam W. (2012年1月1日). “‘Game of Thrones’ Treat”. The New York Times 2012年1月2日閲覧。